# Elles bougent
Elles bougent est une association loi de 1901 créée en 2005 dont l'objet est d'attirer les jeunes femmes, collégiennes, lycéennes et étudiantes vers les filières et carrières scientifiques, techniques, technologies et d'ingénierie.

## Objet de l'association
L'association a pour objet de susciter des jeunes femmes collégiennes, lycéennes et étudiantes vers les métiers scientifiques, techniques, technologies et d'ingénierie.

## Gouvernance
L'association a été créée en 2005 par Marie-Sophie Pawlak,, présidente de 2005 à 2022.

## Membres de l'association
L'association regroupe des personnes physiques (collégiennes, lycéennes et étudiantes en filières scientifiques et technologiques, femmes ingénieures ou techniciennes en activité) et des personnes morales (entreprises, écoles, universités).

### Enseignement supérieur
- École nationale de l'aviation civile[7]
- Institut polytechnique des sciences avancées[8]
- Ecole Supérieure des Techniques Aéronautiques et de Construction Automobile
- Réseau Polytech[9]